# Pella (cité antique)
Vous lisez un « article de qualité » labellisé en 2005.
Pour les articles homonymes, voir Pella.
Pella (en grec ancien : Πέλλα / Pélla) est une cité antique située en Macédoine-Centrale, en Grèce, surtout connue comme la capitale de l'ancien royaume de Macédoine et le lieu de naissance d'Alexandre le Grand. La municipalité grecque située dans la même localité que la cité antique porte également le nom de Pella. 
Cette cité de peuplement mixte gréco-barbare passe sous le contrôle des rois téménides dès le début du Ve siècle, puis devient leur résidence habituelle, à une époque où le royaume est en pleine expansion vers l'Est aux dépens des Thraces et de la Ligue chalcidienne. Elle devient ainsi la capitale du royaume de Macédoine à partir du début du IVe siècle av. J.-C. en supplantant Aigéai, et conserve ce rôle à l'époque hellénistique pour le royaume antigonide. La ville est mise à sac par les Romains en 168 av. J.-C., au terme de la troisième guerre de Macédoine. Elle entre alors dans un long déclin qu'une refondation coloniale sous Auguste ne parvient pas à enrayer.
Les fouilles archéologiques du site ont révélé une ville organisée selon un plan hippodamien centré sur une vaste agora, dont les nombreux sanctuaires et les vastes demeures ornées de mosaïques témoignent de la prospérité. Les inscriptions trouvées au cours de ces fouilles ont permis de trancher dans le débat sur la nature de la langue macédonienne en faveur de la thèse d'un dialecte grec.

## Histoire

### La capitale du royaume de Macédoine

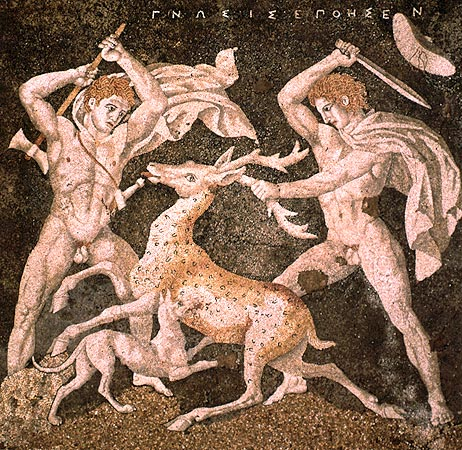
Mosaïque de la chasse au cerf, Maison de l'Enlèvement d'Hélène, Œuvre signée par le mosaïste Gnôsis.

Les premières mentions de la ville se trouvent chez Hérodote à propos de la campagne de Xerxès et chez Thucydide à propos de l’expansion macédonienne et de la guerre avec le roi thrace Sitalcès. Les origines de la ville sont obscures, de même que la date précise de son incorporation dans le royaume de Macédoine : l'épigraphie locale suggère que Pella est au Ve siècle av. J.-C. un établissement mixte gréco-barbare comme il en existe plusieurs dans la plaine de Macédoine centrale autour du golfe Thermaïque (Ichnai, Chalástra, réputée pour la qualité de sa soude, Sindos et Therma). Parmi d'autres du même type, une inscription funéraire de la première moitié du Ve siècle, gravée en caractères ioniques, pour un certain Orthagorès ou Pythagorès, fils d'Aristokratès et d'Aristobolè, constitue un indice probant de cette population d'origine ionique. Pella aurait été conquise par les rois téménides vers 510-505 av. J.-C. mais il est envisageable qu'elle ait gardé une certaine autonomie jusqu'au milieu du Ve siècle, comme c'est probablement le cas pour sa voisine Ichnai, qui continue de frapper sa propre monnaie jusque vers 480. Elle possédait aussi selon toute probabilité ses propres institutions civiques.
Pour Xénophon, elle est, au début du IVe siècle av. J.-C., la plus grande des villes de Macédoine. C’est soit le roi Archélaos soit plus probablement Amyntas III qui en fait, un peu avant cette époque, la capitale du royaume et y attire des artistes grecs renommés tels le peintre Zeuxis, le poète Timothée de Milet et, surtout, le tragique Euripide qui y finit ses jours après y avoir écrit et fait représenter Archélaos. Ce changement de statut politique s'accompagne de l'installation de colons macédoniens et entraîne une modification démographique perceptible elle aussi dans l'épigraphie : l'onomastique attestée prend en effet une coloration plus diverse, où l'influence ionique est moins prédominante. Des noms macédoniens y côtoient désormais d'autres d'origine « panhellénique ». La décision d'Amyntas III de faire de Pella sa capitale s'explique peut-être par la nécessité de mieux contrôler les « Nouveaux Territoires » du royaume, les anciennes cités grecques toujours susceptibles de se rebeller sous l'influence de la confédération de Chalcidique voisine : Pella elle-même se révolte en 383. C'est au fils d'Amyntas III, Philippe II qui grandit dans le nouveau palais de Pella, qu'il revient d'achever l'intégration de ces territoires dans le royaume : contrairement à l'exagération oratoire de Démosthène, le grand ennemi athénien du roi, la ville n'a alors rien d'un village même si elle est loin d'atteindre l'importance démographique d'Athènes.
Le règne d’Antigone II Gonatas représente probablement l’apogée de la ville, celle à laquelle appartiennent la plupart des vestiges dégagés (voir infra). Elle est mentionnée par la suite à de nombreuses reprises par Polybe et Tite-Live en tant que capitale de Philippe V et de Persée, à l’occasion des guerres macédoniennes. C'est d'ailleurs chez Tite-Live qu’on trouve la seule description de la ville qui nous soit parvenue, à propos du séjour que Paul Émile, le général romain vainqueur de Persée à la bataille de Pydna, fait sous les murs de la ville en 167 av. J.-C. :

« Pella, bâtie sur une hauteur qui s’abaisse en pente vers le nord-ouest, est entourée de marais formés par l'écoulement des lacs et d’une profondeur qui les rend impraticables l’été comme l’hiver. Du milieu même du marais le plus rapproché de la ville, s'élève, en forme d’île, une citadelle assise sur une digue d'un immense travail, assez solide pour soutenir les murailles et résister à l'humidité des eaux qui l'entourent. De loin, la citadelle paraît contiguë aux murs de la ville, mais elle en est séparée par un canal sur lequel on a jeté un pont de communication. »

### Institutions de la cité macédonienne

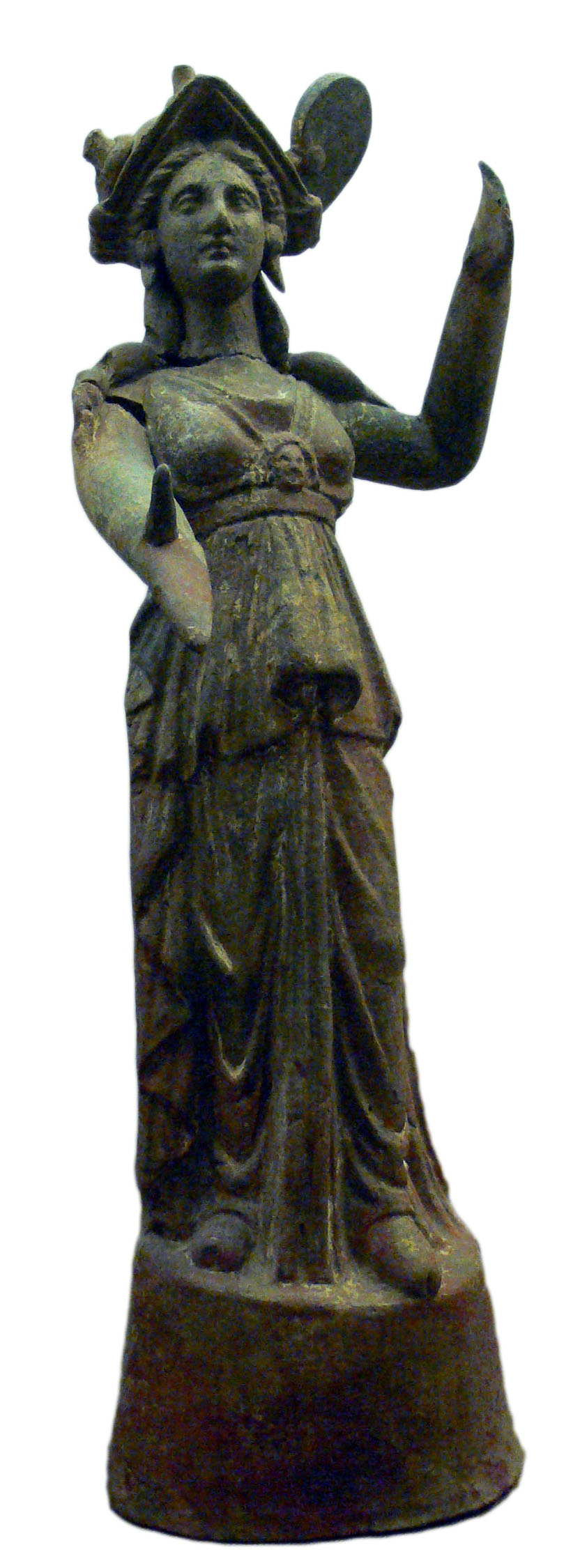
Statuette d'Athéna aux cornes de taureau, terre cuite du, musée archéologique de Pella.

Capitale du royaume macédonien, Pella est le lieu de résidence habituel du roi, dans son palais, et celui de réunion du synédrion, le Conseil, qui se tient dans le sanctuaire d'Héraclès qui fait ainsi office également de bouleutérion. C'est aussi le lieu de rassemblement de l'armée macédonienne lors de la grande célébration printanière des Xandika, qui donne lieu à une cérémonie de lustration attestée par Tite-Live.
Mais Pella possède aussi ses propres institutions civiques y compris après son élévation au statut de capitale du royaume macédonien. Les principaux magistrats attestés par l'épigraphie sont les politarques, au nombre de deux. Une dédicace à Asclépios est datée par le prêtre à la même divinité, introduisant l'existence probable à Pella d'une prêtrise éponyme, comme il en existe dans d'autres cités de Macédoine (par ex. à Amphipolis et à Kallindoia). Une magistrature secondaire, financière, également répandue en Macédoine (Thessalonique, Apollonia, Dion, etc.) est aussi attestée pour Pella : un collège de deux trésoriers au moins (tamiai) et Appendice épigraphique no 58, apparaît dans un décret de la cité en faveur de Cos, et dont une copie a été retrouvée à l'Asklépiéion.
Pella abrite un atelier de frappe monétaire à l'époque antigonide, dont les émissions sont inscrites du nom des Bottiéens (ΒΟΤΤΕΑΤΩΝ), qui n'a pas à cette époque une signification ethnique mais indique une subdivision administrative du royaume macédonien : c'est l'une des quatre mérides (districts ou régions administratives), la seconde d'après le numéro d'ordre (B) accompagnant l'ethnique, et dont les Romains reprennent par la suite le découpage comme fondement du démembrement territorial du royaume en 167, mais dont la création remonte au moins au IIIe siècle av. J.-C. et probablement jusqu'à Philippe II.
Les sources romaines indiquent que Pella était aussi le siège du principal trésor du royaume. Le monnayage des Bottiéens, distinct du monnayage au nom de tous les Macédoniens, implique que le second district avait son propre trésor et ses propres finances. Cela s'accorde aussi avec l'existence d'une assemblée régionale, probablement plutôt une assemblée primaire que représentative, attestée indirectement par l'épigraphie.

### Vie religieuse

#### Les cultes et les sanctuaires
Sans être la capitale religieuse du royaume, un rôle dévolu à Dion, Pella n'en comporte pas moins de nombreux sanctuaires : plusieurs d'entre eux ont été systématiquement fouillés et renseignent par leurs inscriptions et leur matériel sur la vie religieuse des habitants de la cité.
- Le Thesmophorion, situé à l'extrémité nord-ouest de la ville, est le sanctuaire de Déméter Thesmophoros : c'est un petit péribole de dix mètres de diamètre, avec un autel au centre. De très nombreuses figurines d'argiles retrouvées sur le site étaient produites en série dans un atelier local. Des ossements d'animaux (porcelets, ovins) présents en grande quantité attestent des sacrifices faits à l'occasion de la fête des Thesmophories, la fête des semences célébrée à l'automne[28].
- Le sanctuaire d'Aphrodite-Cybèle, la Mère des Dieux, occupe toute la largeur d'un îlot au nord de l'agora. Il comprend un vaste espace dégagé avec deux petits temples au nord et au sud, des entrepôts, des ateliers et une citerne souterraine. Le culte de la déesse est identifié par des inscriptions, des statuettes et des figurines d'argile, dont certaines ont été retrouvées dans les boutiques de l'agora[29]. La première phase de construction daterait du dernier quart du IVe siècle et son abandon du Ier siècle apr. J.-C. à la suite du cataclysme qui détruit toute la ville à cette époque.
- Le sanctuaire de Darrhon, un dieu guérisseur local identifié par une inscription du IIe siècle av. J.-C. se trouve dans la partie sud-ouest de la ville, à proximité immédiate de la route monumentale la reliant au port. Darron est connu par Hésychios comme un dieu guérisseur, mais l'inscription de Pella est la première attestation épigraphique de son culte.

D'autres cultes sont pratiqués à Pella et connus par les statuettes et figurines de dieux qui ont été retrouvées : Athéna, avec l'épiclèse Alkidémos, est représentée non seulement avec le Gorgoneion traditionnel sur la poitrine mais aussi avec un casque orné de trois cornes de taureau (voir illustration ci-contre). Elle est une déesse protectrice des troupeaux. Dionysos et Pan sont également honorés à Pella.
Le matériel trouvé dans les nécropoles jette également de la lumière sur certaines pratiques religieuses. Ainsi une lamelle d'or en forme de feuille de laurier a été trouvée dans une ciste de la nécropole orientale, datée de la fin du IVe siècle. Elle portait l'inscription suivante, réalisée au poinçon sur trois lignes : « ΦΕΡϹΕΦΟΝΗΙ ΠΟϹΕΙΔΙΠΠΟϹ ΜΥϹΤΗϹ ΕΥϹΕΒΗϹ » (« À Perséphone (ou à l'intention de Perséphone), Poseidippos pieux initié (mystès) »). D'autres exemples de feuilles d'or placées dans des tombes à Pella sont connus, et certaines également gravées d'une inscription faisant référence à un mystès ont été trouvées sur d'autres sites : trois à Aigion en Achaïe, ainsi que deux autres à Pelinna en Thessalie, cette fois des feuilles de lierre. L'interprétation de la formule épigraphique est objet de débat, mais il y a accord sur le fait que le culte à mystères concerné n'est pas celui d'Éleusis ou de Samothrace : l'archéologue à l'origine de la découverte estime que Poseidippos dédie la lamelle à Perséphone comme déesse du monde souterrain ou bien qu'il est initié à un culte rendu à cette déesse — dans ce dernier cas, l'inscription est le témoignage de l'existence d'un culte à mystère de Perséphone à Pella. Une autre interprétation, par rapprochement avec les inscriptions de Pelinna, voit dans l'inscription la volonté du dédicant d'attirer l'attention de la déesse sur son statut d'initié pour qu'elle lui accorde une position privilégiée dans le monde souterrain. Le culte à mystères dont Poseidippos est l'initié n'est donc pas nécessairement consacré à la seule Perséphone mais doit concerner d'autres divinités également, et surtout Dionysos. Un autre Poseidippos, citoyen de Pella et initié d'un culte local est incidemment connu par une inscription de la Ligue étolienne à Thermon, datée de 263-262 av. J.-C. : cet épigrammatiste résident d'Alexandrie pourrait avoir un lien de parenté avec le Poseidippos, bien que le nom soit courant à Pella,. L'inscription de Thermon fait explicitement allusion au passage de son auteur dans le royaume des morts et peut être rapprochée des lamelles d'or placées dans la bouche des défunts, avec l'inscription rappelant le cas échéant leur statut d'initié, ou des couronnes de feuillage (lierre, myrte) dont ils étaient couronnées afin de faciliter ce même passage.

#### La tablette de malédiction de Pella

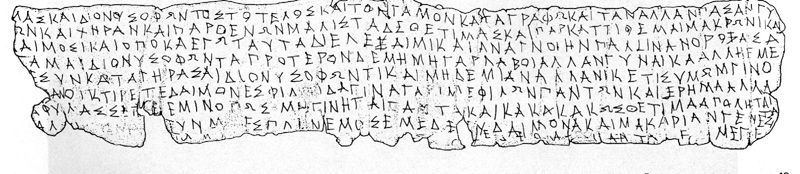
Fac-similé d'une tablette de malédiction en plomb, du IVe siècle, trouvée dans une tombe de Pella : premier texte développé en dialecte macédonien trouvé.

Parmi les inscriptions touchant les pratiques religieuses des habitants de Pella, une place particulière revient à une tablette de plomb portant une défixion amoureuse (defixio amatoria) : cette tablette de malédiction témoigne de l'existence des pratiques magiques en Macédoine. Dans le cas de la tablette de Pella, il s'agit d'une formule de malédiction par laquelle une femme — dont le nom n'est pas conservé — essaie d'empêcher le mariage de son mari ou compagnon, Dionysophon, avec une autre femme, Thétima. La tablette a été découverte en 1986 dans une tombe de la nécropole orientale de Pella, la plus ancienne de la ville — les sépultures y sont datées de la fin du Ve siècle au troisième quart du IVe siècle av. J.-C. Cette nécropole fut en grande partie désaffectée à la suite de l'agrandissement de la ville dans la deuxième moitié du IVe siècle. Aucun autre objet que la tablette ne figurant dans la tombe, sa datation repose uniquement sur sa localisation dans la nécropole : elle est estimée par le fouilleur, I. Akamatis, aux années 380-350 av. J.-C.. Le texte de la malédiction est traduit ainsi par L. Dubois :

« Le mariage et l'union de Thétima et de Dionysophon, je les inscris pour les maudire ainsi que l'union de Dionysophon avec toutes les autres femmes, avec les veuves, avec les vierges, mais surtout avec Thétima ; et je les confie à Makron et aux autres divinités. Et quand moi j'aurai déterré cette tablette, que je l'aurai déroulée et qu'à nouveau je l'aurai lue, qu'alors seulement Dionysophon prenne femme, mais pas avant. Qu'il ne prenne en effet pas d'autre femme que moi. Puissè-je moi vieillir auprès de Dionysophon et aucune autre. C'est en suppliante que je viens à vous ; prenez en pitié [Phil?]a, dieux chéris, car je suis une pauvre femme sans aucun ami. Mais, pour moi, veillez à ce que cela ne se produise pas et que Thétima meure de male mort… le mien ; quant à moi, puissè-je connaître bonheur et félicité. »

La découverte de la tablette enroulée et enfouie dans une tombe montre que les vœux de la femme anonyme qui la fit réaliser ne furent pas exaucés. Mais l'intérêt de l'inscription va bien au-delà de l'étude des defixiones : il est en effet rédigé dans un dialecte grec dont les particularités se rapprochent à la fois du thessalien et des dialectes doriens du nord-ouest. Les linguistes s'accordent pour penser qu'il s'agit de l'ancien macédonien, ou du moins de la forme de macédonien parlée dans la capitale du royaume au IVe ou au IIIe siècle, et dont le caractère incontestablement grec et la place par rapport aux différents dialectes sont ainsi confirmés.

### La ville romaine
Dans la réorganisation de la Macédoine décidée par les Romains, Pella est la capitale de la troisième méris (district), et peut-être aussi le siège du gouverneur romain. Traversée par la Via Egnatia, Pella est alors une ville importante sur le chemin entre Dyrrachium et Thessalonique. Cicéron y séjourne en 58 av. J.-C., mais le siège de la province a été transféré avant cette époque à Thessalonique qui la dépasse rapidement en importance.
Pour des raisons inconnues, peut-être liées à un séisme catastrophique, la ville est en déclin à la fin du Ier siècle av. J.-C. Elle fait l’objet d'une déduction coloniale à une date indéterminée entre 45 av. J.-C. et 30 av. J.-C.. Elle est en tout cas nommée Colonia Iulia Augusta Pella sur le monnayage impérial. Auguste y installe des paysans italiques dont il avait confisqué les terres en Italie pour y établir ses vétérans (Dion Cassius LI, 4). Mais contrairement aux autres colonies macédoniennes (Philippes, Dion, Cassandréia), elle n'obtient pas le ius Italicum. Quatre couples de magistrats de la colonie (IIvirs quinquennales) sont connus dans cette période.
Le déclin de la ville, malgré la refondation coloniale, est rapide : Dion Chrysostome et Lucien de Samosate témoignent, peut-être avec exagération, de la ruine de l’ancienne capitale de Philippe II et d’Alexandre. En fait, la ville romaine est située plus à l'ouest, et distincte de la capitale macédonienne, ce qui explique que ces témoignages soient partiellement contredits par la numismatique et l'épigraphie.
La dernière mention littéraire du site dans l'Antiquité est dans le Synekdèmos d'Hiéroclès au VIe siècle. La ville est ensuite sans doute détruite par les Slaves à la fin du VIe ou au début du VIIe siècle. À l'époque byzantine, ce site secondaire est occupé par un habitat fortifié. Le nom ne réapparaît que dans la titulature d'un évêque byzantin du XIIe siècle, dit « Slavitza c'est-à-dire Pella », et qui siégeait peut-être à Yannitsa (Yenidjé Vardar), une ville médiévale proche du site antique.

## Le cadre urbain

Plan schématique de Pella

La ville est bâtie sur l'île de Phacos, un promontoire qui domine au sud les marais qui entourent Pella, et plus loin un lac ouvrant sur la mer à l’époque hellénistique.

### Le palais
L'enceinte de la ville mentionnée par Tite-Live n'a été que partiellement reconnue. Il s’agit d’un rempart de briques crues (d'environ 50 cm de côté) élevé au-dessus de fondations en pierres, dont un segment a été fouillé au nord du palais, et un autre au sud des derniers îlots reconnus, en bordure du lac. À l’intérieur des remparts, trois collines occupent le côté nord, et le palais est situé, en position privilégiée, sur la colline centrale. Partiellement fouillé, il occupait une surface considérable (peut-être 60 000 m2), et son plan, encore mal connu (cf. plan ci-contre) s’insérait dans le plan géométrique de la ville.
Le palais de Pella était constitué de plusieurs (peut-être sept ?) grands ensembles architecturaux juxtaposés, ordonnés sur deux rangées, chacun comportant une série de pièces ordonnées autour d’une grande cour carrée, généralement à portiques. Les archéologues y ont notamment identifié une palestre, des bains. La façade sud du palais, vers la ville, était occupée sur toute sa longueur (au moins 153 m) par un portique grandiose, construit sur un soubassement de deux mètres de haut. L'articulation entre les quatre complexes principaux correspondait à une interruption du portique par un propylon tripartite large de 15 mètres, qui donnait au palais une entrée monumentale particulièrement imposante, vue depuis la ville en contrebas.
La datation de cet ensemble pose quelques problèmes : les grands bâtiments à portiques pourraient dater du règne de Philippe II, mais d'autres parties seraient antérieures. Les bains dateraient quant à eux du règne de Cassandre.
La taille de l’ensemble montre que, contrairement au palais d’Aigéai, il ne s’agit pas seulement d’une résidence royale, d’un monument d'apparat, mais également d’un lieu de gouvernement qui devait abriter une partie de l'administration du royaume.

### Le plan hippodaméen

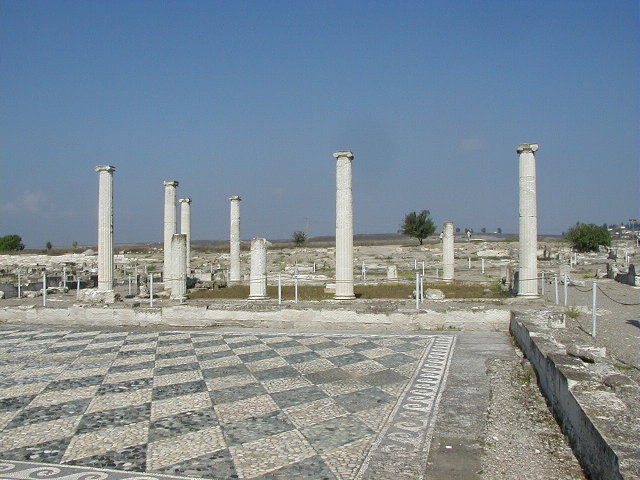
Atrium avec mosaïque de galets à décor géométrique dans une grande demeure de Pella.

Au sud et en contrebas du palais, se déploie la ville proprement dite, conçue selon le plan hippodaméen, une division orthogonale régulière de l’espace urbain : deux séries de rues parallèles se coupent perpendiculairement et forment un réseau qui définit huit rangées d'îlots rectangulaires. Leur largeur, constante, est d'environ 45 m, tandis que leur longueur varie d'une rangée à l'autre, entre 111 m et 152 m, le module de 125 m étant le plus courant. La largeur des rues est de 9 à 10 m sauf pour la rue médiane est-ouest, plus large, qui atteint 15 m. Cette rue constitue l’axe directeur du carroyage urbain et mène à l'agora, un espace central correspondant à la surface de 10 îlots, réservé pour servir de place publique. Deux rues nord-sud sont également un peu plus larges (10 m) et devaient servir à relier la ville au port, plus au sud. Les rues étaient pourvues d’égouts et de conduites d’adduction d'eau pouvant desservir les demeures particulières.
Ce plan orthogonal remonte à la première moitié du IVe siècle av. J.-C. : il se rapproche dans ses principes de celui de beaucoup d'autres villes grecques contemporaines, mais s'en distingue aussi par la taille imposante de ses îlots : par comparaison, la cité d’Olynthe en Chalcidique qui fournissait aux rois de Macédoine un modèle tout proche d’urbanisme orthogonal, avait des îlots de 86,30 × 35 m. Il est vrai, en revanche, que beaucoup de fondations urbaines hellénistiques ont par la suite des modules d’îlots presque comparables à celui de Pella : 112 × 58 m à Laodicée sur Mer par exemple, ou 120 × 46 m à Alep.
Au centre de la ville, l’agora est d'abord une place presque carrée, de 200 m d'est en ouest pour 181 m du nord au sud. La taille du complexe est portée à 262 × 238 m en y ajoutant les portiques qui le bordent de chaque côté.

### L'habitat

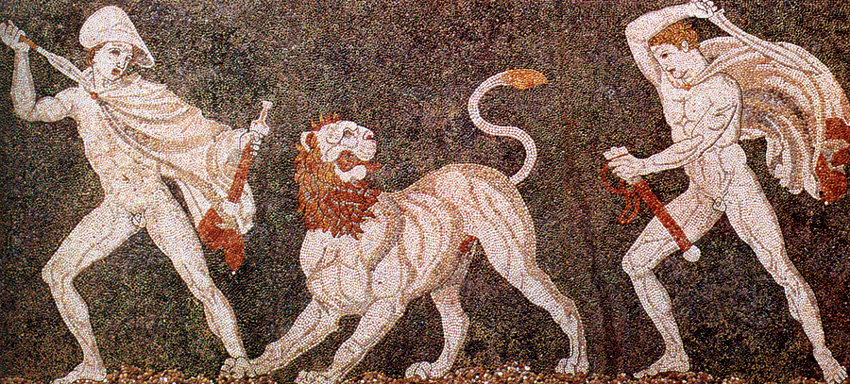
Chasse au lion asiatique sur une mosaïque de Pella qui représenterait Alexandre le Grand et son compagnon Cratère.

Chaque îlot de la trame urbaine comportait au moins deux maisons : les plus grandes ont été mises au jour dans la partie centrale du site, autour de l'agora, et mesurent de 2 500 à 3 000 m2, tandis que les plus petites ont une surface comprise entre 200 et 500 m2. Le plan type de ces grandes demeures s'organise autour de cours à péristyle, pourvues de colonnades ioniques ou doriques, à l'arrière desquelles s'ouvrent les pièces d'habitation. Quelques-unes comportent également un étage. Les plus riches demeures sont pourvues de grandes salles de banquet, ouvrant en général sur le côté nord de la cour. Elles sont pourvues, comme les antichambres, de pavements de mosaïque élaborés, qui démontrent l'existence à Pella même d'importants ateliers de mosaïstes. Les mosaïques sont faites de galets (et non de tesselles) et empruntent leurs sujets à la mythologie, et probablement leur composition à la peinture de l’époque (peut-être même plus précisément à des œuvres de Zeuxis). Le nom des personnages figurés est indiqué par des inscriptions sur le fond de la scène. Ces mosaïques constituent par divers aspects techniques (par exemple, l'utilisation de lames de plomb ou de terre cuite pour souligner les motifs) une étape importante dans l'histoire de ce type de pavement.

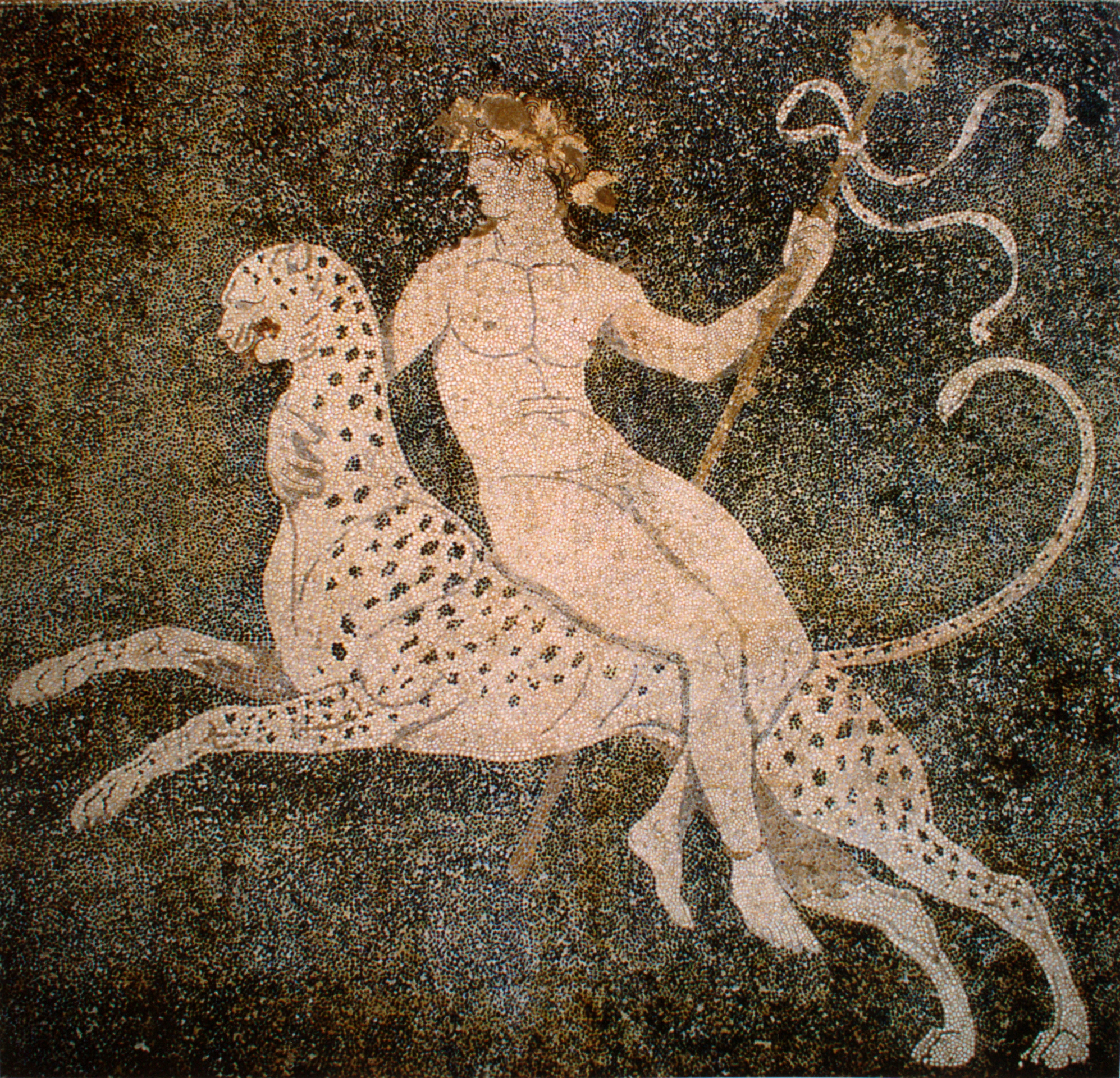
Dionysos sur une panthère, mosaïque de Pella.

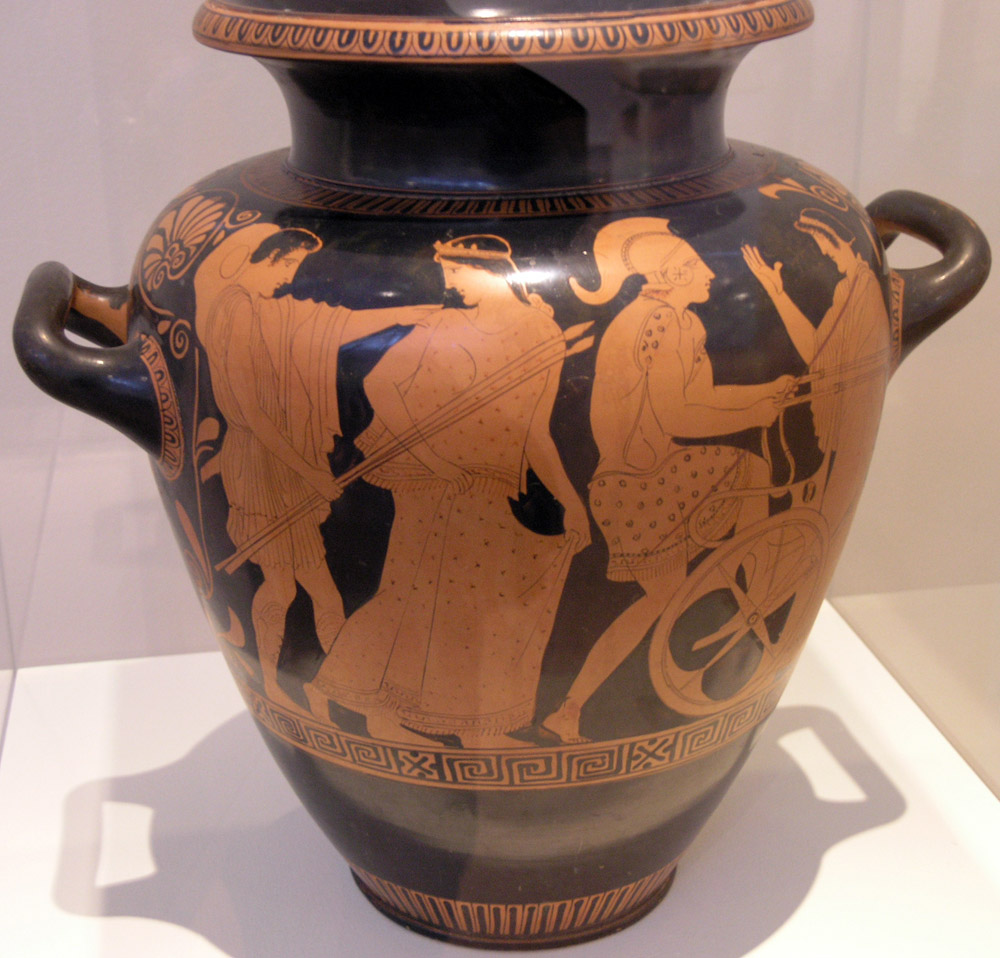
Enlèvement d'Hélène par Thésée, stamnos attique de Polygnote, vers 420--430 Musée national archéologique d'Athènes.

La plus vaste maison retrouvée possède deux cours péristyles, l'une avec un péristyle dorique (au sud) et l'autre avec un péristyle ionique (au nord) : elle est dite Maison de Dionysos, en raison de la mosaïque représentant le dieu avec une panthère ornant une salle de banquet (voir ci-contre). D'autres mosaïques représentent une chasse au lion (voir ci-contre), un couple de centaures, un griffon attaquant une biche. Les antichambres de la maison ont pour leur part des mosaïques aux motifs géométriques. Une seconde maison remarquable est appelée, la Maison de l’Enlèvement d’Hélène d'après une autre mosaïque, de taille exceptionnelle (8,48 m × 2,84 m), représentant le rapt de la fille de Léda par Thésée. Ce panneau mythologique montre Thésée, emportant vers la gauche, où se trouve son char conduit par le cocher Phorbas, Hélène qui se retourne en tendant les bras vers une compagne, nommée Déjanire par une inscription. Cette représentation de l'épisode mythologique diffère sensiblement des représentations traditionnelles, où on ne trouve ni Déjanire, qui n'est pas associée à ce mythe, ni Phorbas — ainsi sur le stamnos attique attribué à Polygnote (vers 430-420 av. J.-C.), le cocher est Pirithoos et la compagne d'Hélène sa sœur Phœbé. Cette originalité inattendue du motif peut venir de la source d'inspiration de l'artiste, peut-être un tableau du IVe siècle, qui pourrait être dû à Zeuxis. D'autres mosaïques dans la même maison figurent une amazonomachie et une chasse au cerf (voir ci-contre), signée par le peintre Gnôsis,. Ces différentes mosaïques seraient immédiatement postérieures au règne d’Alexandre le Grand.
Le décor peint des murs de ces maisons rivalisait avec les pavements, comme le montrent les fresques du premier style pompéien retrouvées dans l'une d'entre elles, sur une hauteur atteignant 5 m.

### La colonie romaine
La colonie romaine fondée vers 30 av. J.-C. a été localisée 1,5 km à l'est de la ville hellénistique, au nord des « Bains d'Alexandre le Grand », le long de la Via Egnatia. Les fouilles ont mis au jour des vestiges importants, protégés par une enceinte datée du IIIe siècle, d'une taille beaucoup plus modeste que celle de la ville hellénistique. Le matériel retrouvé atteste de son utilisation tout a long des IVe et Ve siècles. Il est possible que ce nouveau site fortifié corresponde au fort mentionné par Procope dans son ouvrage Sur les édifices, sous le nom de « Basilika Amyntou », parmi les forteresses reconstruites dans la région par Justinien. Ce serait alors un témoignage littéraire de la survie du site au VIe siècle.
Une grande basilique paléochrétienne fouillée au nord des « Bains d'Alexandre » appartient également à cette ville romaine tardive. Elle est située dans un quartier encore mal connu, protégé par un rempart. Il s'agit d'une église du type de la basilique à charpente, avec trois nefs, un narthex, un exonarthex et un atrium. Le bâtiment mesurait en tout 42,50 × 20,20 m et se terminait à l'Est par une abside semi-circulaire de 7,50 m de diamètre, où a été retrouvé le synthronon épousant la forme de l'abside et recouvert d'un placage de marbre. Le sol du sanctuaire, de la nef centrale et de la partie centrale du narthex étaient recouverts d'opus sectile, tandis que des mosaïques plus grossières à motifs géométriques occupaient les nefs latérales, le reste du narthex et l'exonarthex. La datation des pavements d'opus sectile, qui peuvent être rapprochés, en Macédoine même de ceux d'Amphipolis ou de Philippes (Octogone et Basilique C), par exemple, situe la construction de l'église vers le milieu du Ve siècle. À la suite d'une première destruction, la basilique est reconstruite, avec quelques modifications du plan, au VIe siècle : les ailes latérales sont surélevées par une tribune, auquel on accède par des escaliers dans le narthex ; des accès monumentaux (portiques) relient l'église à une rue de la ville d'un côté et au baptistère de l'autre. La destruction intervient subitement au début du VIIe siècle, probablement par un séisme. La zone connaît ensuite une occupation limitée, de type résidentielle, à l'époque byzantine, à laquelle est associée une petite église, édifiée à peu de distance à l'ouest des ruines de la grande basilique paléochrétienne.
Pella est la ville de naissance du poète romain Paulin de Pella.

## L'exploration archéologique du site

### Les incertitudes initiales sur l'emplacement du site
Les premiers voyageurs et savants à s'intéresser à la ville antique hésitent sur sa localisation précise en raison de sa disparition dans l'Antiquité tardive, et des modifications importantes de la géomorphologie de la région : l'alluvionnement des principaux fleuves qui trouvent leur embouchure dans le golfe, le Loudias, l'Aliakmon et le Axios éloigne progressivement le site de la côte. Après l'assèchement contemporain du marais de Yannitsa, le site antique se trouve distant de 23 km du rivage du golfe thermaïque.
Un érudit grec, Mélétios, indique ainsi dans un ouvrage de 1728 hésiter entre Yannitsa et un lieu-dit, ta Palatia, vers lequel il penche plutôt. Dans son récit de voyage publié en 1826, Pouqueville reprend cette identification, en donnant une graphie légèrement différente, Palatitza, et indique qu'il s'agit du village Allah Kilissa. F. Beaujour, M. Cousinéry, et W. Leake de leur côté donnent le nom d'Allah Klissé avec pour nom grec Hagioi Apostoloi, et précisent surtout qu'une source située à deux kilomètres du village conserve le toponyme de Pella. C'est sur la base de la description de Tite-Live que le site est identifié par les voyageurs du XIXe siècle (auxquels il faut ajouter Delacoulonche, Hahn, Glotz et Struck) ;  plutôt avec le village grec. C'est ce que confirment les fouilles archéologiques menées au XXe siècle.
Une première fouille de faible ampleur est menée en 1914-1915 par G. Oikonomos, mais l'exploration systématique du site ne commence qu'en 1953 et les fouilles en 1957 sous la direction de Ph. Petsas. Une première série de campagnes s'achève en 1963, puis les fouilles reprennent en 1976 et se poursuivent encore régulièrement sur le secteur de l'agora.

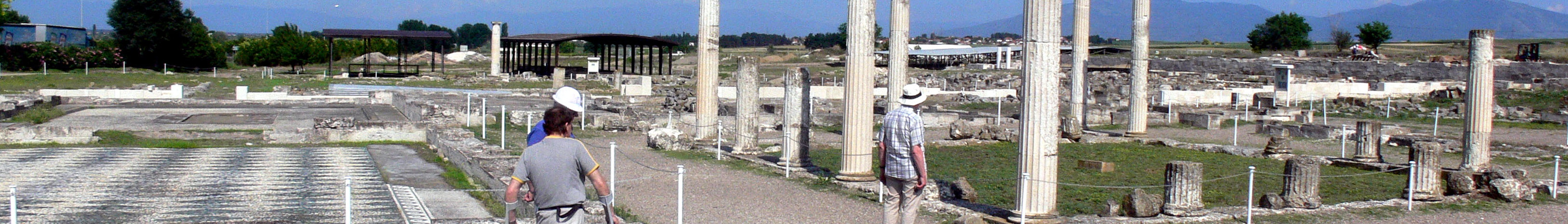
Vue panoramique du site

### Le musée archéologique
Les résultats des fouilles archéologiques de Pella mais aussi d'autres sites du district régional de Pella sont exposés au musée archéologique, situé sur le site même, à la charge de la XVIIe Éphorie des Antiquités Préhistoriques et Classiques. Le premier musée a été aménagé en 1973, puis réorganisé en 1988.
En raison de l'importance des découvertes faites depuis la réouverture du site, un nouveau musée a ouvert en 2009.

#### Généralités
- R. Ginouvès et al., La Macédoine, Paris, CNRS Éditions, 1993, p. 90-98 ;
- (en) M. Hatzopoulos, Macedonian Institutions under the Kings, Athènes, 1996 ;
- (en) M. Hatzopoulos, La Macédoine. Géographie historique - Langues : Cultes et croyances : Institutions, Paris, 2006 ;
- (el) M. Lilimpaki-Akamati, I. Akamatis, Πέλλα και η περιοχή της, Athènes, 2004 (guide archéologique) ;
- (el) D. Papakonstantinou-Diamantourou, Πέλλα. Ἱστορικὴ ἐπισκόπησις καὶ μαρτυρίαι, Thessalonique,‎ 1971 ;
- F. Papazoglou, « Les Villes de Macédoine romaine », BCH Suppl., no 16,‎ 1988, p. 135-139.
- (en) Ph. Petsas, Pella. Alexander the Great's Capital, Institute for Balkan studies 182, Thessalonique, 1978 ;
- (en) M. Siganidou, M. Lilimpaki-Akamati, Pella : capital of Macedonians, Athènes, 1996,  (ISBN 960-214-146-8) ;
- (en) E. Voutiras, Διoνυσoφωντoς γαμoι. Marital life and magic in fourth century Pella, Amsterdam, 1998 ;

#### Épigraphie
- (el) P. Chrysostomou, «Nέες επιγραφές από την Πέλλα και την περιoχή της», Mνείας χάριν. Tόμoς στη μνήμη Mαίρης Σιγανίδoυ, Thessalonique, 1998, p. 355-390 ;
- (el) P. Chrysostomou, «Παρατηρήσεις σε παλαιές και νέες επιγραφές από την Kεντρική Mακεδoνία (Bόρεια Boττιαία)», A' Πανελλήνιo Συνέδριo Eπιγραφικής. Στην μνήμη Δημητρίoυ Kανατσoύλη. Θεσσαλoνίκη, 22 - 23 Oκτωβρίoυ 1999, Thessalonique, 2001, p. 171-206 ;
- L. Dubois, « Une tablette de malédiction de Pella : s'agit-il du premier texte macédonien ? », Revue des Études Grecques, 108, 1995, p. 190-197 ;
- (el) M. Lilimpaki-Akamanti, « Nέες επιγραφές της Πέλλας », Makedonika, 26, 1987-1988, p. 52-54 ;
- C. Brixhe, et A. Panayotou, A. « Une inscription très courtisée SEG 24, 548 (Pella) », ZPE 91 (1992), p. 129-135 ;
- (en) M. W. Dickie, « The Dionysiac mysteries in Pella », ZPE, no 109,‎ 1995, p. 81-86 ;
- E. Voutiras, « À propos d'une tablette de malédiction de Pella », REG, no 109,‎ 1996, p. 678-682 ;

#### Archéologie
- (el) P. Chrysostomou, «O μακεδoνικός τάφoς B' της Πέλλας», AErgoMak 6 (1992), p. 136-149 ;
- (el) P. Chrysostomou, «Aνασκαφή στη ρωμαϊκή και βυζαντινή Πέλλα κατά τo 1995»AErgoMak 9 (1995), p. 117-136 ;
- (el) P. Chrysostomou, «Aνασκαφικές έρευνες στoυς τύμβoυς της Πέλλας κατά τo 1995», AErgoMak 9 (1995) 143-154 ;
- (el) P. Chrysostomou, «Aνασκαφικές έρευνες στην Πελλαία χώρα κατά τo 1997», AErgoMak 11 (1997), p. 215-232 ;
- (el) P. Chrysostomou, «Tύμβoι Πέλλας 1998» AErgoMak 12, 1998, p. 337-351 ;
- (el) M. Lilimpaki-Akamati, «Aπό τo ανατoλικό νεκρoταφείo της Πέλλας», AAA 23-28 (1990-95), p. 81-88 ;
- (el) M. Lilimpaki-Akamati, To θεσμoφόριo της Πέλλας, TAPA, Δημoσιεύματα τoυ "Aρχαιoλoγικoύ Δελτίoυ", 55, Athènes, 1996 ;
- (el) M. Lilimpaki-Akamati, «Για τη μεταλλoτεχνία της Πέλλας» Mνείας χάριν. Tόμoς στη μνήμη Mαίρης Σιγανίδoυ, Thessalonique, 1998, 127-140 ;
- (el) M. Lilimpaki-Akamati, To ιερό της Mητέρας των Θεών και της Aφρoδίτης στην Πέλλα, Thessalonique, 2000 ;
- (en) M. Lilimpaki-Akamati, «Recent discoveries in Pella», Excavating classical culture. Recent archaeological discoveries in Greece, Oxford, 2002, p. 83-90 ;
- (el) M. Siganidou, «Tα τείχη της Πέλλας» («les remparts de Pella»), Áμητoς. Tιμητικός τόμoς για τoν καθηγητή Mανόλη Aνδρόνικo, Thessaloniqe, 1987, p. 765-779 ;
- (el) M. Siganidou, «Πoλεoδoμικά πρoβλήματα της Πέλλας», Πόλις και χώρα στην αρχαία Mακεδoνία και Θράκη. Mνήμη Δ. Λαζαρίδη. Πρακτικά αρχαιoλoγικoύ συνεδρίoυ, Kαβάλα 9 - 11 Mαϊoυ 1986, Thessalonique, 1990, p. 167-172 ;
- (el) M. Lilimpake-Akamate, «Aπό τα νεκρoταφεία της Πέλλας», AErgoMak 3 (1989), p. 91-98 ;

##### Palais
- (el) P. Chrysostomou, «Λoυτρά στo ανάκτoρo της Πέλλας», AErgoMak 2 (1988), p. 113-121 ;
- (el) P. Chrysostomou, «To ανάκτoρo της Πέλλας», AErgoMak 10 (1996) 105-142 ;
- (el) P. Chrysostomou, «Aνάκτoρo Πέλλας και Πελλαία χώρα κατά τo 1999», AErgoMak 13 (1999), p. 491-505 ;
- (el) P. Chrysostomou, «Aνάκτoρo Πέλλας 2001. Bασίλειoς κάραβoς», AErgoMak 15 (2001), p. 441-450 ;
- (el) P. Chrysostomou, «Aνάκτoρo Πέλλας 2002. Bασίλειoς κάραβoς», AErgoMak 16 (2002), 447-456 ;
- (el) V. Misaelidou-Despotidou, «Aνασκαφή στo ανάκτoρo της Πέλλας», AErgoMak 3 (1989), p. 67-72 ;
- (el) M. Siganidou, «To ανακτoρικό συγκρότημα της Πέλλας» («le complexe palatial de Pella»), AErgoMak 1 (1987), p. 119-124 ;
- (de) M. Siganidou, «Die Basileia von Pella», Basileia. Die Paläste der hellenistischen Könige. Internationales Symposion in Berlin vom 16.12.1992 bis 20.12.1992, Mainz, 1996, 144-147 ;

##### Agora
- (el) I. Akamatis, «Η αγoρά της Πέλλας», AErgoMak 2 (1988), p. 75-83 ;
- (el) I. Akamatis, «Η αγoρά της Πέλλας κατά τo 1989», AErgoMak 3 (1989), p. 75-84 ;
- (el) I. Akamatis, «Πρόσθετα ανασκαφικά για τη χρoνoλόγηση της καταστρoφής της αγoράς της Πέλλας», Egnatia 1 (1989), p. 171-191 ;
- (el) I. Akamatis, «Η αγoρά της Πέλλας», AErgoMak 4 (1990), p. 143-154 ;
- (el) I. Akamatis, «Η αγoρά της Πέλλας κατά τo 1991 - 1992», AErgoMak 6 (1992), p. 111-125 ;
- (el) I. Akamatis, «Η αγoρά της Πέλλας κατά τo 1993», AErgoMak 7 (1993)[1997], p. 183-194 ;
- (el) I. Akamatis, «Aγoρά Πέλλας 1994 - 1999», Egnatia 5 (1995-2000), p. 257-281 ;

##### Habitat
- (el) Ch. Makaronas, ; E. Gioure, Oι Oικίες αρπαγής της Eλένης και Διoνύσoυ της Πέλλας, Bιβλιoθήκη της εν Aθήναις Aρχαιoλoγικής Eταιρείας, 109, Athènes, 1989 ;
- Sideris A., "La représentation en réalité virtuelle de la Maison de Dionysos à Pella, créée par la Fondation du Monde Hellénique", in Descamps-Lequime S., Charatzopoulou K. (éds.), Au royaume d’Alexandre le Grand. La Macédoine antique. Catalogue of the exhibition in the Louvre museum, Paris 2011, p. 682-683.